# Museu de Pollença
El Museu de Pollença està ubicat a Pollença, a l'antic convent dels dominics. El convent fou construït entre 1588 i 1616. Els frares dominics l'ocuparen fins al 1836, any en què fou tancat a conseqüència de la desamortització. De llavors ençà el convent ha estat utilitzat per dur a terme diverses activitats fa ja 25 anys que s'ha convertit en un centre cultural on es fan concerts de música clàssica i actuacions teatrals, i també acull el Museu de Pollença.

## Introducció
El nom de Pollença apareix lligat al món de la pintura des dels primers anys del s. XX, quan arribaren des de París artistes com Anglada Camarasa, Tito Cittadini, ... i el seu renom internacional va atreure altres artistes com Mir, De Creft, ...
La influència d'aquests artistes es materialitzà els anys 60 amb la creació del Salón Estival de Pintura, actualment Certamen Internacional d'Arts Plàstiques, que amb 34 anys d'història ha constituït el fons del Museu de Pollença.
El Museu de Pollença va néixer oficialment el 1975. A les seves sales mostrava les obres guanyadores d'aquell "Salón" i un conjunt de retaules gòtics. Amb el temps la col·lecció de pintura ha augmentat i el fons s'ha enriquit amb peces de caràcter arqueològic, un mandala budista i la col·lecció Atilio Boveri.

## Col·lecció d'Art Contemporani
L'esperit que s'havia anat formant a Pollença amb la vinguda d'un gran nombre d'artistes durant el primer terç del s. XX, juntament amb una certa inquietud que havia deixat la seva estada entre la població, farà de Pollença un poble sensible i obert a totes les manifestacions artístiques. Fou així com es constituí un certamen de pintura que l'any 1962 tengué la seva primera edició amb el nom de Salón Estival. Des de llavors aquest Certamen s'ha anat consolidant i adaptant als nous temps i a les noves inquietuds i ha passat a denominar-se Certamen Internacional d'Arts Plàstiques, amb el propòsit de donar suport i acollir tots els nous llenguatges i manifestacions artístiques que es donen en l'art contemporani, perquè les circumstàncies del món artístic no són les mateixes avui que en el moment de la seva creació.
Durant tots aquests anys s'ha anat formant aquesta col·lecció d'art contemporani de Pollença, primer a través del premi Pollença que s'atorgava al guanyador d'aquest certamen, i actualment substituït per la fórmula d'adquisicions. Aquesta és una col·lecció heterogènia fruit dels criteris dels diferents jurats de cada edició. Aquesta col·lecció s'incrementa anualment amb noves adquisicions.

## Art Gòtic
L'estil gòtic fou l'estil de la Corona d'Aragó de la qual Mallorca formà part. El gòtic coincidí amb un període esplendorós de la història de Mallorca, quan aquesta era el punt neuràlgic del comerç internacional de la Mediterrània occidental. Per això les obres de què disposam són d'una notable qualitat.
Aquest conjunt de retaules prové de diferents esglésies pollencines: el Roser Vell, l'Església Parroquial i l'Església del Puig de Maria. De la capella del Roser Vell són els retaules de Sant Bernardí, de Sant Nicolau, i la Deposició del Senyor, pagats per la Universitat de Pollença (avui Ajuntament).
Distingir entre els retaules que pertanyeren a l'Església Parroquial i al Puig de Maria és un treball difícil perquè tots els retaules han estat desplaçats al llarg de la història. A finals del segle xix l'art medieval fou reivindicat i algunes obres foren restaurades. Hem de suposar que en aquestes obres de restauració es va condicionar l'església del Puig i els retaules de l'Església Parroquial foren traslladats allà.
Si ens basem en alguns documents, els retaules del Puig foren desmuntats i traslladats a Palma durant el segle xvi, als voltants de 1591, quan el monestir fou tancat. Però, per altra part, també hi ha notícies que l'any 1591 els retaules continuaven encara en el Puig. Actualment, algunes obres es conserven a Palma, concretament al convent de la Concepció.
Anys després, als seixanta, tres retaules foren restaurats i exposats a la Llotja de Palma durant anys, fins que tornaren al Convent de Sant Domingo de Pollença.

## Atilio Boveri
Atilio Boveri aprofundí en múltiples tècniques artístiques, en diversos camps de la cultura, desenvolupant en totes elles una intensa i notable activitat. Pensar que Boveri fou només un pintor és quedar-se a les portes de la seva personalitat. Feu ceràmica, tallà fusta, gravà vidre, construí mobles, es dedicà a l'ensenyament, dissenyà cases i jardins, creà decoracions murals, escriví i publicà nombrosos articles i creà entitats amb finalitats socials.
Durant la seva estada a Mallorca (1912-15) pintà un bon nombre d'olis i efectuà dibuixos i apunts. Els jardins de Raixa, el Castell del Rei, Cala Bóquer, torrent de Pareis, Molí de Can Jura, estret de Ternelles, les cases de l'horta pollencina, el Calvari, els carrers de Pollença, oliveres, figueres, ametllers... apareixen en els seus olis i dibuixos. La llum i el color en seran els protagonistes. En aquesta època es manifestaran els trets que el caracteritzaran al llarg de la seva vida: amor a la natura, perfecció tècnica, utilització de tècniques diverses i la recerca per aconseguir una utilitat pràctica en l'àmbit social per als seus coneixements.
Boveri fou precursor, a La Plata, del gravat en fusta. El 1927 edità l'àlbum el Castell del Rei, altres motius de Pollença. També treballà el vidre, realitzà murals que eren, en realitat, grans vitralls gravats amb bufador d'arena o amb àcids. La primera obra important realitzada a l'Argentina amb aquesta tècnica foren els vitralls que Boveri feu per a l'edifici dels Ferrocarrils de l'Estat.
Des de sempre Boveri mostrà un notable interès per la construcció de mobles. A mitjans de 1918 realitzà els mobles per a la biblioteca de la residència del diputat Horacio B. Oyhanarte. Com en altres tantes ocasions Boveri mesclà mitologia i religió americanes; estilísticament les figures i composicions mesclen trets maies amb trets dels antics assiris i mesopotàmics.
Com a director de Passejos i Jardins de La Plata projectà la transformació en jardí clàssic del Parc Saavedra. El seu segon gran projecte urbanístic fou el Gran Jardí Científic. Aquest projecte consistia a potenciar les selves d'aquesta zona mitjançant els fets, els homes i les característiques naturals del lloc. Tant un projecte com l'altre s'estructurava en tres àrees: la històrica, la científica i l'artística.

## Sala de Ceràmica
Les obres de restauració duites a terme l'any 1985 en aquest edifici, donaren lloc al descobriment -a les dues voltes que hi ha a l'angle d'accés principal al claustre- de les peces aquí exposades. Les olles es trobaren als quatre angles de cadascuna de les voltes, sembla que la seva funció era la d'economitzar energies i material en el procés de construcció. Es tracta d'unes olles de fang cuit, molt lleugeres, les quals -a causa de la seva fragmentació- passaren de tenir una funció domèstica a una funció constructiva. Se'n desconeix el taller d'elaboració, però és molt probable que la gran majoria procedeixi d'un mateix centre de producció. Pel que fa a la cronologia, aquesta ens ve donada per la del mateix edifici, que fou començat a finals del segle xvi i acabat durant el segle següent. Encara que siguin unes olles d'època moderna, les seves formes ceràmiques són herència de les medievals, i mostren una clara similitud amb les de tipus àrab. Així tenim les olles de tipologia globular, que semblen perdurar durant tota l'edat mitjana, i que són de dimensions petites. Les olles de coll pla són una evolució de les àrabs, però aquestes presenten unes escletxes a la part superior de la vora, que probablement servien per encaixar la tapadora. Pel que fa a les peces de coll alçat, són característiques de l'època moderna.

## Mandala
El mandala és una figura geomètrica de desenvolupament concèntric i forma simètrica en què tot equidista i se subordina respecte d'un punt axial. Utilitzada per la seva significació mística i simbòlica tant en l'edificació arquitectònica com en les produccions plàstiques budistes.
Simbolitza tot l'univers, explica la seva aparició, la seva existència i la seva desaparició. A tots els mandales la manifestació principal es troba en el centre; el seu objectiu és servir d'instrument de contemplació i de concentració, i els seus elements bàsics són figures geomètriques contraposades i concèntriques. El cercle exterior té sempre una funció unificadora.
Aquest mandala fou regalat al poble de Pollença per sa Santedat el Dalai Lama l'any 1990 amb motiu de la visita que feu per clausurar l'exposició d'Art Budista Tibetà que es realitzà a l'Església del Convent
D'entre els mandales, el de Kalachakra -també anomenat roda del temps- és un dels més complicats. En la seva creació hi intervé el Dalai-Lama, com a figura màxima del budisme; ell és l'encarregat de posar els primers grans d'arena: vermells, blancs i negres en el centre, en representació del cos, la parla i la ment de Buda; després els monjos continuen col·locant l'arena. Per memoritzar els cents de símbols representats en el mandala de Kalachakra i aprendre a col·locar l'arena es necessiten almenys dos anys d'intens estudi; sempre es comença pel centre. S'utilitzen dos tipus d'eines: el chakpu per als detalls i la shinga, de fusta, per col·locar l'arena i corregir els errors. Una vegada acabat, i quan ja ha servit com a cerimònia d'iniciació al Tantra (ensenyances budistes), és destruït pel Dalai-Lama com a part d'un ritual i l'arena és tirada a l'aigua (el llac o el riu més proper, la mar...).
El mandala de Kalachakra mostra un total de 722 deïtats i el palau on habiten. Les quatre cares de la deïtat anomenada Kalachakra representen les quatre àrees quadrades de diferents colors, que es refereixen als quatre punts cardinals. El palau on viuen les deïtats és el quadrat més gros de l'interior del cercle. Aquest edifici té cinc nivells, cadascun d'ells és un quadrat amb quatre murs; a la meitat de cada mur hi ha una entrada. Per ordre, des de l'exterior cap a l'interior, hi trobam: el primer nivell que és el del cos, el segon que és el de la parla, el tercer el de la ment i el quart el de la saviesa. Després d'aquest nivell hi trobam el que fa referència a la felicitat. Aquí dins està representada la flor de lotus amb vuit pètals, en el centre de la qual es troba Kalachakra amb la deessa Vishavamata. És la unió de la saviesa i la compassió. Al mandala hi ha molts més símbols; els dotze animals que porten flors de lotus estan associats al dotze mesos de l'any; les bandes circulars que envolten el quadrat representen els quatre elements: la banda groga representa la terra, la blanca -amb ones- l'aigua, la vermella el foc i la grisa el vent. La més exterior representa l'espai i la consciència.
Aquest mandala fou regalat al poble de Pollença per sa Santedat el Dalai Lama l'any 1990 amb motiu de la visita que feu per clausurar l'exposició d'Art Budista Tibetà que es realitzà a l'Església del Convent. És el segon que es va realitzar, el primer fou destruït com és habitual.
El mandala de Kalachakra fou elaborat per Tenzin Sopa i Tenzin Dana, monjos procedents del Monestir de Namgyal (Himàlaia indi).